# Jevgeni Onegin (1911)
Jevgeni Onegin (Russisch: Евгений Онегин) is een Russische film uit 1911 van regisseur Vasili Gontsjarov. De film duurt negen minuten.

## Verhaal
De film toont de hoogtepunten van de roman van Aleksandr Poesjkin en de opera van Tsjaikovski.

## Rolverdeling
| Acteur                 | Personage |
| ---------------------- | --------- |
| Pjotr Tsjardynin       | Onegin    |
| Ljoebov Varjagina      | Tatjana   |
| Aleksandra Gontsjarova | Olga      |
| Aleksandr Gromov       | Lenski    |
| Arseni Bibikov         | Gremin    |